# Белоглазая птичка
«Белоглазая птичка» (вьет. Con chim vành khuyên) — короткометражный художественный фильм Северного Вьетнама, вьетнамских режиссёров Нгуен Ван Тхонга и Чан Ву.
Фильм снят в процессе обучения в киношколе под руководством советского преподавателя Аждара Ибрагимова.

## Название
Известен также другой перевод названия этого фильма на русский язык: «Синичка».
В русскоязычном интернете встречаются также упоминания этого фильма под названиями: «Засада», «Белоглазка», «Птица-белоглазка».

## Сюжет
Начало 1950-х. После окончания Второй мировой войны французы снова пытаются укрепить свою власть в Индокитае. На вьетнамской территории им противостоят национально-освободительные силы Вьетминь. На берегу реки в рыбацкой деревне живут маленькая девочка Нга и её отец — лодочник Фыонг. У девочки есть любимая белоглазая птичка. Отец помогает бойцам Вьетминя переправляться через реку, и Нга иногда помогает ему.
Но те, кто сотрудничает с французами, хотят устроить засаду на бойцов Вьетминя. Они коварно захватывают девочку и её отца и под страхом пыток и смерти пытаются заставить их предать партизан. Девочке удаётся вырваться и предупредить партизан о засаде, но её настигает французская пуля. Уже теряя сознание, она вспоминает о своей любимой птичке и выпускает её на волю.

## В ролях
| Актёр  | Роль                  |
| ------ | --------------------- |
| То Уен | маленькая девочка Нга |
| Ты Быу | отец — лодочник Фыонг |

## Награды
- В 1962 году — Специальный приз жюри за короткометражный фильм на Международном кинофестивале в Карловых Варах (Чехословакия)[2].
- В 1973 году — «Золотой Лотос» на 2-м Вьетнамском кинофестивале в Ханое.